# Oxyscelio angustifrons
Oxyscelio angustifrons  (лат.) — вид платигастроидных наездников из подсемейства Scelioninae (Platygastridae, или Scelionidae, по другим классификациям). Ориентальная область: Бруней, Индонезия (Калимантан).

## Описание
Мелкие перепончатокрылые насекомые: длина тела самок 2,95—3,1 мм (самцы 2,95-3,35 мм). Усики самок с булавой. Метаскутеллюм гладкий и вогнутый. Тело в основном чёрное. Скапус и ноги жёлтые. 
Усики 12-члениковые. Нижнечелюстные щупики состоят из 4 сегментов, а нижнегубные — 2-члениковые. В переднем крыле субмаргинальная жилка отдалена от края и имеет очень короткую маргинальную жилку. Есть характерное фронтальное вдавление на голове. Вид был впервые описан в 2013 году американским энтомологом Роджером Барксом (Roger A. Burks, Department of Evolution, Ecology, and Organismal Biology, The Ohio State University, Колумбус, Огайо, США)
.